# Rsyslog
Rsyslog ist eine Open-Source-Implementierung des syslog-Protokolls für Unix und Unix-ähnliche Systeme. Es erweitert das ursprüngliche syslogd-Modell mit inhaltsbasierender Filterung, umfassenden Einsatzmöglichkeiten für Filter, flexible Konfigurationsoptionen und fügt wichtige Merkmale, wie TCP als Übermittlungsprotokoll, hinzu.

## Protokoll
Rsyslog bedient sich des Quasi-Standards des BSD-syslog-Protokolls, welcher in RFC 3164 festgelegt ist. Da der Inhalt des RFCs etwas ungenau ist und nur eine informelle Beschreibung anstatt eines Standards darstellt, erschienen mehrere inkompatible Ableger auf dem Markt. Rsyslog unterstützt viele dieser Ableger. Das Format von weitergeleiteten Nachrichten kann individuell angepasst werden.
Die wichtigsten Ableger des ursprünglichen Protokolls, die von rsyslog unterstützt werden, sind:
- ISO-8601-Zeitstempel mit Unterscheidung von Millisekunden und Zeitzoneninformationen
- Die Beigabe des Namens einer Relaystation im Host-Feld, um es möglich zu machen den Weg der Nachricht zurückzuverfolgen
- Verlässlicher Transport über TCP
- Unterstützung der GSSAPI und TLS
- Direkte Protokollierung mit Hilfe verschiedener Datenbankanbindungen
- Unterstützung für die neue syslog-RFC-Serie der IETF
- Unterstützung für gepufferte Funktionsweisen, bei denen Nachrichten lokal gepuffert werden, falls der Empfänger noch nicht bereit ist

## Geschichte
Das rsyslog-Projekt begann im Jahr 2004, als Rainer Gerhards, der primäre Autor von rsyslog, sich entschied einen neuen und starken Syslog-Daemon zu schreiben, der mit syslog-ng konkurrieren kann, weil, und laut der Aussage des Autors, „Ein neuer Mitspieler eine Monokultur verhindern kann und die Entscheidungsfreiheit sicherstellen werde“.

## Distributionen
Rsyslog ist verfügbar für verschiedene Unix-Systeme und Linux-Distributionen, unter anderem:
- Debian (Seit Debian 5.0 kommt rsyslog standardmäßig als syslog zum Einsatz[5])
- Red Hat Enterprise Linux (Seit RHEL6 ist rsyslog der standardmäßige syslogd)
- Fedora (Seit November 2007 ist rsyslog der standardmäßige syslogd des Fedora-Projekts)
- FreeBSD
- Ubuntu (Seit Version 9.10 (Oktober 2009) ist rsyslog der standardmäßige syslogd)
- Gentoo
- openSUSE (Seit Version 11.2 (Dezember 2009) bis 13.1 war rsyslog der standardmäßige syslogd)
- Solaris

Rsyslog ist derzeit nicht verfügbar für folgende Plattformen:
- AIX

## Verwandte RFCs und Arbeitsgruppen
- RFC: 3164 – The BSD syslog Protocol. 2001 (englisch).
- RFC: 5424 – The Syslog Protocol. 2009 (löst RFC 3164 ab, englisch).